# ブルーカーボン
ブルーカーボン（英語:  Blue Carbon ）とは、海洋生態系に隔離・貯留される炭素のことである。また、海洋生態系によって海中に蓄積される炭素固定能のことを指す場合もある。

## 概観

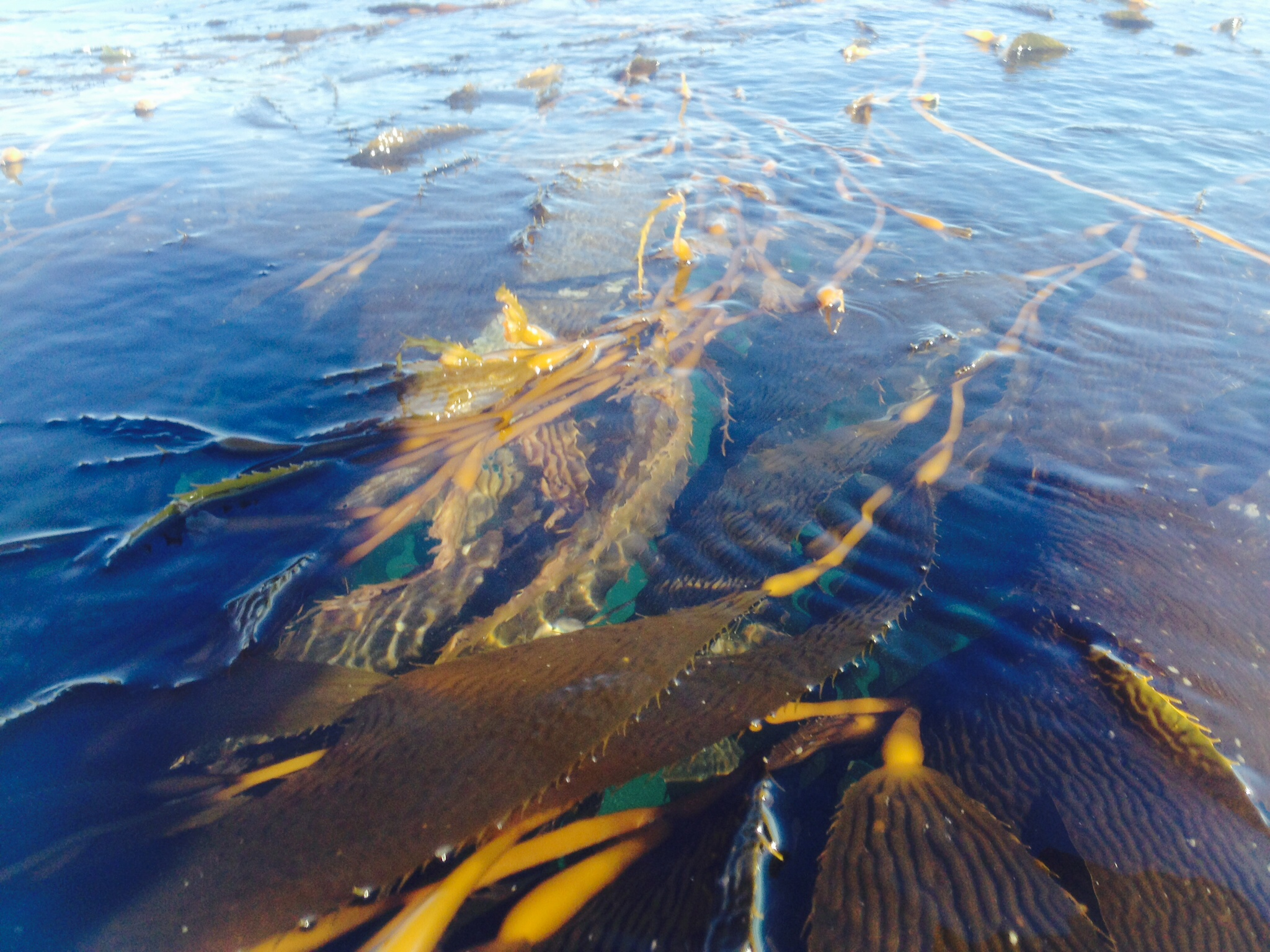
海洋に生息する生物の例、ジャイアントケルプ

ブルーカーボンとは、海藻や海草、植物プランクトンなどが主に光合成によって、大気中から炭素（二酸化炭素 CO2）を取り入れ、それを従属栄養生物が利用するという一連のプロセスの中において、海洋生態系に吸収され固定される炭素のことである。また、その炭素固定能のことについて指す場合もある。ブルーカーボンは、陸上に存在する森林などに蓄積される炭素であるグリーンカーボン（英語:  Green Carbon ）の対語であり、2009年に国連環境計画（ UNEP ）によって命名された。

## 炭素の隔離のプロセス
海中のCO2の分圧が大気のCO2の分圧より小さくなると、大気から海中にCO2が吸収される。
海中のCO2の分圧は、有機物の分解によるCO2放出によって高まったり、海洋植物の光合成などによって低下したりする。淡水に溶けるCO2が1.45g/リットルなのに対し、海水中では溶存CO2とは別に、炭酸水素イオン(HCO3-)や炭酸イオン(CO3 2-)の形で、重量あたり100倍以上のCO2を吸収していることが知られている 。
海中のCO2は藻場などの藻類が光合成により体内に取り込み、有機炭素を生成する。生成された有機炭素は砂泥底に埋没することで長期間貯留される。

## ブルーカーボン生態系
地球上の生物により固定される炭素のうち 55% がブルーカーボンであり、炭素を隔離・蓄積する作用（炭素固定能）を持った海洋生態系のことを、特にブルーカーボン生態系と呼ぶ。ブルーカーボン生態系の生息場は地球上の海底の 1% 未満であるが、それは海洋の堆積物中における全炭素貯留量の 5% 以上に及ぶ炭素を含む。
以下に、その生息場の例と特徴などについて示す。

### マングローブ林

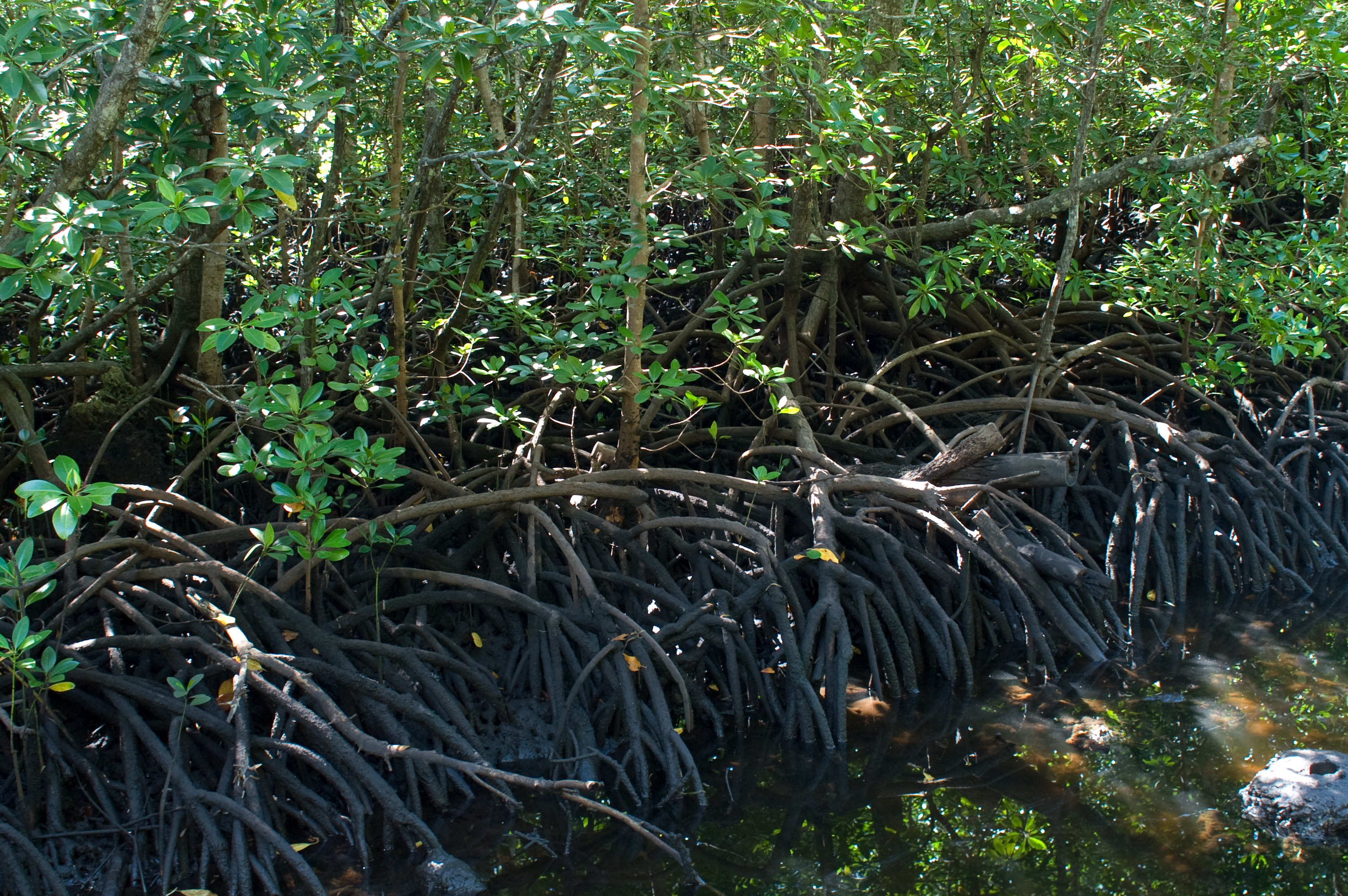
ザンジバルのマングローブ

マングローブとは、熱帯及び亜熱帯の潮間帯に形成される植物群落のことである。特に、世界のマングローブ林の2割以上は、熱帯地域に位置する多数の島々から成っているインドネシアに集中して存在している。また、インドネシア、フィリピン、マレーシア、東ティモール、パプアニューギニア、ソロモン諸島の6か国にまたがる三角形の地域は、コーラル・トライアングルと呼ばれ、世界の海洋中でマングローブを含めた生物多様性が最も高い地域である。マングローブは、熱帯雨林や温帯林などと比較して高い炭素貯留能力を持っている。また、マングローブ林は林齢が上昇するに伴い、炭素の貯留能力が増加すると判明しているが、エビの養殖に利用されたり、工場用地や住宅用地のために埋め立てられるなどして、マングローブ林の面積は世界的には急減しているが、我が国では沖縄県全体においては増加傾向にある。
マングローブ林における炭素貯留は、木質部への吸収よりも土壌中での堆積の部分が大きいことから、マングローブ林を開発した場合には土壌中に存在する大量の二酸化炭素が大気中に放出される可能性がある。 UNEP は、マングローブ林の破壊行為は年間に最大で42億US ドルの経済的損失をもたらすとして、 REDD+ と同様の取り組みを促進している。

### 塩性湿地・干潟
日本の塩性湿地植物には、アッケシソウ、シチメンソウ、ハママツナ、シオクグ、アイアシ、ヨシなどがある。塩性湿地植物は一般的に塩分排出能力が高いため、海水中においても水を吸収することが可能である。ただし、過湿条件や高い塩分濃度に対する耐性が種により異なることから、潮位や地面の高さに沿うように、耐性の高さに応じて、帯状に分布する。日本の干潟は既に1945年以降4割が消失してしまっている。

### 藻場（もば）
沿岸域は有機物の分解の過程でCO2が発生するため、従来は排出源と目されていた。
しかし藻場の海藻類による光合成により水中のCO2が隔離され、正味では沿岸域は吸収源となりうることが報告されている。
藻場とは、岩礁で発達した海藻（かいそう）のコンブやワカメ、静穏で浅い砂泥性の場でよく発達した海産種子植物である海草（かいそう/うみくさ）のアマモなどで構成される群落と、それを基礎とした生物群集や環境のことである。ただし、海藻類のみで構成されるものを海藻藻場、海草類のみで構成されるものは海草場のように区別して表記をすることがある。また、特に熱帯性の小型海草類で構成されるものを熱帯海草藻場という（日本では奄美大島以南に見られる）。さらに、構成する海藻や海草によってアマモ場、アラメ・カジメ場、ガラモ場、コンブ場などとも表記される。
密生したアマモ場のうち30haを超えるものは炭素堆積効果が高いことが報告されている。
食用の海藻である昆布やワカメについては、食用部位や加工利用される部位は炭素が再度大気放出されてしまうためブルーカーボンとはみなされず、成長過程で脱落し低泥に長期間分解されないで残る部分はブルーカーボンとして扱われる。
日本の藻場は戦後の埋め立てだけでも14.5万ha消失している。
作澪や覆砂などによる底質改善などを行い、海藻や海草などの大型藻類を移植して藻場造成 が行われている。
新日鉄住金は、北海道などで鉄鋼の製造時に出た副産物を使用した肥料による藻場の再生を図っている。また、2017年度には製鋼スラグで浚渫土にカルシア改質を行い、二酸化炭素の固定化能力を算出するなどブルーカーボンの基礎研究を進めている。

### サンゴ礁
珊瑚礁は石灰化によって、炭酸水素イオン（HCO3-）とカルシウムイオン（Ca2）から炭酸カルシウム（CaCO3）を生成する過程で二酸化炭素（CO2）を排出する。一方で光合成ではCO2を吸収するため、光合成が盛んな場合、光合成によるCO2吸収が石灰化によるCO2排出よりも多くなり、収支としては吸収が勝る可能性が示唆されている。

## 海洋生態系による炭素の吸収と温暖化対策

### 人為起源炭素収支
以下に人為起源炭素収支（2002年 ～ 2011年）を示す。
- 人為起源二酸化炭素排出源
  - 化石燃料燃焼及びセメント製造（ 83 ±7 ）
  - 土地利用変化（ 9 ±8 ）

- 二酸化炭素吸収源
  - 陸域生態系による吸収（ 25 ±13 ）
  - 海洋による吸収（ 24 ±7 ）

- 大気中への残留二酸化炭素[注釈 4]（ 43 ±2 ）
（気象庁ホームページにより作成、数値は1年あたりの値、単位は「億トン炭素」[注釈 5]、±は 90% 信頼区間）

（概説）海洋による炭素の吸収
地球上に存在する炭素は、大気中（二酸化炭素など）、陸上（陸域生態系や土壌中の有機物、河川及び湖沼中に存在している二酸化炭素や有機物ならびに粒子状の有機物など）、海洋（海水中に存在している二酸化炭素や有機物ならびに粒子状の有機物など）、地圏（石灰質の岩石や堆積物、化石燃料など）などの多様な形態で所在しており、それぞれが交換と移動を行うことによって炭素循環が形成される。産業革命以降の人為起源二酸化炭素蓄積量は、海洋全体で約1,550億トン炭素に及び、炭素循環のプロセスに含まれた「海洋による吸収」のうち、年間2.5億トン炭素程度がブルーカーボンとして沿岸域で吸収される炭素とされる。しかし、海洋が二酸化炭素を吸収することは海洋酸性化の原因とされ、海洋生態系への影響が指摘されている。

### 温室効果ガスの吸収
大気と海洋の間では温室効果ガスの交換が行われており、人間活動で大気中に放出された二酸化炭素の約 30% を海洋が吸収する。ただし、メタン(CH4)と一酸化二窒素( N2O)は自然を起源とし、ハロカーボン類は成層圏に移行する。大気中に排出された二酸化炭素の地球温暖化への寄与の割合は約 56% である（IPCC、2013年）。二酸化炭素の吸収についての研究は、グリーンカーボンに関連するものが主であったことなどから、ブルーカーボンに関連する研究は遅れており、河口や内湾は市街地からの生活排水や枯れ葉などが流れ込むことによって、有機物などの栄養分をプランクトンが分解するため、二酸化炭素の排出源であると考えられていたことがあった。下水処理では、二酸化炭素を発生させる炭素を除くことよりも、多くの生物が利用しやすい分子構造の窒素化合物やリンを除く方が困難であり、この栄養分が海洋中の植物プランクトンや植物を成長させることにより、大気中の二酸化炭素が吸収されることに繋がり、アマモ場は1年間に約20 - 35t / haの炭素を貯留している。
| 干潟（裸地） | 19.1 - 24.9 ｔC/ha[注釈 7] |
| 藻場         | 20.9 - 35.0 ｔC/ha[注釈 7] |
| 草原         | 53.2 - 112 ｔC/ha          |
| 森林         | 78 - 310 ｔC/ha            |
しかし、窒素やリンは植物プランクトンの異常発生である赤潮に繋がることもあり、ブルーカーボンについての研究成果は反映させるのが難しい。2016年11月に発効されたパリ協定から1年後の2017年11月においては、ブルーカーボンは一部の国での活用段階となり、2018年時点ではオーストラリアや中国が先行している。UNEPは、二酸化炭素を吸収する重要な場所として淡水と海水が混ざる汽水域にあるマングローブ林や塩性湿地、藻場を挙げている。つまり、CCSの機能を海洋生態系に求めている。また、東京湾の大半では生物活動によって消費された二酸化炭素量が、有機物の分解によって生成された二酸化炭素量を上回り、二酸化炭素の吸収域になっている。海藻の中では、コンブの二酸化炭素吸収量が特に優れているとされる。また、海藻や海草、植物プランクトンなどを取り込んだ海洋生物は死亡すると一部は分解され、二酸化炭素に戻るが、その他の部分は分解されずに海底の堆積物中に固定される。さらに、死亡した生物に貝殻がある場合には、貝殻の主成分が炭酸カルシウム(CaCO3)であるために、死亡後も長期に亘って堆積物中に固定される。

### 国内外の取り組み

#### 日本国内における取り組み
全体
日本の海岸線は総延長が 35,126,093 mで、アメリカ合衆国より上位の世界6位であるため、コンブやワカメ、アマモ類などの藻場が広範囲に渡って分布しており、二酸化炭素の吸収力が高く、日本の海洋生態系は年間 173万tの二酸化炭素を吸収していると試算されている。日本沿岸域のブルーカーボンは2030年には204万t〜910万tを吸収すると見込まれている。

2014年
- 独立行政法人港湾空港技術研究所などの共同研究グループが、日本沿岸の海草場（海草類のみ）が大気中の二酸化炭素の吸収源であることを世界で初めて報告した

2017年
- 専門家などで構成されるブルーカーボン研究会が設立
- 横浜市が2017年に CNCAに加盟し、2018年にはSDGs未来都市に選定された神奈川県横浜市は、海洋資源から温暖化対策をする横浜ブルーカーボン事業を始め、独自のカーボン・オフセット活動に取り組む

2018年
福岡県福岡市が、博多湾NEXT会議を設置し、博多湾におけるアマモ場の育成に取り組む
2019年
- 地球温暖化防止に貢献するブルーカーボンの役割に関する検討会が設立[55]

2020年
- ジャパンブルーエコノミー技術研究組合が設立[56]

2021年
- ジャパンブルーエコノミー技術研究組合によるJブルークレジット証書を交付[57]
- 国土交通省港湾局が地球温暖化防止に貢献するブルーカーボンの役割に関する検討会を設立

#### 世界での動き
国連海洋会議
2017年6月の国連海洋会議で国連加盟193か国は、「行動の呼びかけ」として、マングローブ、潮汐湿地、海草、サンゴ礁などの沿岸・ブルーカーボン生態系や幅広く相互連関する生態系を保護していくことに全会一致で合意している。
アブダビ・ブルーカーボン・デモンストレーション・プロジェクト
アブダビ・ブルーカーボン・デモンストレーション・プロジェクトとは、アブダビの沿岸生態系（マングローブ、海草、サブカ）の保全とブルーカーボンで UAE の二酸化炭素排出量のオフセットしようとするプロジェクトであり、アブダビ・グローバル環境データ・イニシアティブ(AGEDI) や UNEP などが行っている。

## カーボンクレジット
日本国としてははブルーカーボンによるCO2削減量は温室効果ガスインベントリには登録されていない。そのため、炭素クレジットに計上することができない。内閣府の革新的環境イノベーション戦略では、ブルーカーボンの評価手法の確立の後、温室効果ガスインベントリーへの登録、実際の湿地、干潟や浅海域のブルーカーボンの量の可視化と段階を踏んで実用化を進め、2050年までにブルーカーボンによる炭素貯留を実用化するとしている。
福岡市博多湾ブルーカーボン・オフセット制度や、横浜ブルーカーボン事業 にてブルーカーボンによる削減量をカーボン・オフセットとして取引する試みがされている。
福岡市博多湾ブルーカーボン・オフセット制度では8000円/t-CO2でクレジットが販売、ジャパンブルーエコノミー技術研究組合によるJブルークレジットは1万3000円/t-CO2以上の価格で取引がされた。
中国の厦門にて、中国では初となるブルーカーボンクレジットが2000t分取引がされた。